# Годсмак
„Годсмак“ („Godsmack“) е алтърнатив метъл група в град Бостън, щата Масачузетс, САЩ, сформирана през 1995 г.
Нейната звезда е вокалистът и композитор Съли Ерна. Останалите членове на групата са китаристът Тони Ромбола, басистът Роби Мерил, барабанистът Томи Стюарт, който е заменен през 1997 от Джо Д'Арко.
Групата има 6 студийни албума, едно EP (The Other Side), 4 дивидита, компилация (Good Times, Bad Times... Ten Years of Godsmack) и един концертен албум (Live and Inspired). Групата е имала три последователни номер едно албума (Faceless, IV и The Oracle) в Billboard 200. Групата също така има 20 топ десет хита, включително 15 песни в топ пет, рекорден брой за рок изпълнител. Продали са над 25 млн. копия албуми по света.

## История

### Формиране и All Wound Up (1995 – 1997)
През февруари 1995 г. Съли Ърна решава да формира група. Първоначално групата се казва The Scam, но скоро се променя на Годсмак. Първите участия на групата са в местните градове Лоурънс, Масачусетс, Салем и Ню Хампшир. Името на групата идва от песента „God Smack“ на Alice in Chains. През 1996 г. Тони Ромбола и Джо Д'арко се присъединяват към групата. През 1997 г. е записано EP-то All Wound Up, като записите продължват три дни и струват на групата $2600. Преиздадено е на следващата година под заглавието „Godsmack“, като са влкючени и нови парчета.

### Дебютен албум (1998 – 1999)
Godsmack излиза на 25 август 1998 г. и става златен през 1999 г., благодарение на участието на групата на Ozzfest и синглите „Whatewer“ и „Keep Away“. Продадени са около 3 милиона копия. Също така албумът оглавява първото турне на групата „The Voodoo Tour“. След това групата е в Европа с Black Sabbath.

### Awake (2000 – 2002)
През 2000 година групата пак участва на Ozzfest, а на 31 октомври излиза вторият им албум „Awake“, който печели номинация за „Грами“ за „най-добър рок инструментал“ през януари 2001 г. с парчето „Vampires“ и до март албума има около 2 милиона продажби. С издаването на албума Godsmack тръгват на турне също и в Европа, където имат много фенове. Успехът продължава и през 2002 г. с „I Stand Alone“ – експлозивен сингъл от саундтрака на Кралят на скорпионите.

### Faceless и The Other Side (2003 – 2005)
Албумът „Faceless“, продуциран от David Bottril, дебютира на сцената на 8 април 2003 г. като номер едно в Billboard 200, продава над 269 000 копия, а след това и над един милион само в САЩ. Главният сингъл „Straight Out of Line“ е номиниран като „Най-добро хардрок изпълнение“, но песента на Evanescence „Bring Me To Life“ печели тази титла от „Грами“. На 16 март 2004 г. излиза второто EP – The Other Side, който е изцяло акустичен и е пълна изненада за феновете. Албумът дебютира като номер 5 в Billboard 200, която е най-високата позиция за акустичен албум изобщо. Албумът съдържа няколко стари презаписани песни в акустичен вариант и три нови парчета. Първата нова песен е „Touché“, която е с гост китариста Лий Ричардсън, който тогава е член на групата Dropbox. Другите две нови акустични песни са „Running Blind“ и „Voices“.

### IV и Ten Years of Godsmack (2006 – 2007)
На 25 април 2006 г. излиза албумът IV, последван от световното турне „The IV tour“, което приключва през август 2007 г. Албумът е продаден в 211 000 тираж за първата си седмица и сертифициран като златен. Групата е направила над 40 песни, но са избрани 11, които влизат в албума. За да отпразнуват 10-ата годишнина на Годсмак, излиза компилацията Good Times, Bad Times... Ten Years of Godsmack на 4 декември 2007 г., която включва най-добрите им песни.

### The Oracle (2008 – 2012)
През ноември 2008 г. започва работата по нов албум. Той се казва The Oracle и излиза на 4 май 2010 г. От него са продадени 117 000 копия за първата си седмица. След това Годсмак участва на Mayhem Festival заедно с Disturbed. Групата влиза отново в студио през януари 2012 г., за да смеси концертни записи с няколко кавър песни. Live & Inspired излиза на 15 май 2012 г.

### 1000hp (2014–сега)
През февруари 2014 г. групата е почти готова с писането на песните за следващия си албум. Записани са 11 песни за 2 седмици. През април става ясно, че албумът ще е от 15 песни, като 10 от тях вече са готови. Албумът се казва 1000hp (1000 Horsepower) и излиза на 5 август 2014 г. с 58 000 продадени копия за първата седмица и е на 3 място в Билборд 200. Годсмак е също хедлайнер на Uproar Festival 2014.
През 2015 г. Godsmack минават и през България по време на европейското им турне. През 2016 г. Sully Erna прави два акустични концерта в София, двата в един ден и напълно разпродадени.

## Състав
| Сегашни членове - Съли Ърна – вокали, ритъм китара, барабани, перкусии, клавишни, хармоника (1995– ) - Роби Мерил – бас (1995– ) - Тони Ромбола – китара, беквокали (1996– ) - Шанън Ларкин – барабани, перкусии (2002– ) |  | Предишни членове - Лий Ричърдс – китара (1995 – 1996) - Томи Стюърт – барабани, перкусии (1995 – 1996; 1998 – 2002) - Джо Д'Арко – барабани, перкусии (1996 – 1998) |

## Дискография
| - Godsmack (1998) - Awake (2000) - Faceless (2003) - IV (2006) - The Oracle (2010) - 1000hp (2014) - When Legends Rise (2018) - Lighting Up the Sky (2023) - Live & Inspired (2012) - Good Times, Bad Times... Ten Years of Godsmack (2007) - The Other Side (2004) - Live (2001) - Smack This! (2002) - Changes (2004) | - Whatever (1998) - Keep Away (1999) - Voodoo (1999) - Bad Religion (2000) - Awake (2000) - Greed (2000) - Bad Magick (2001) - I Stand Alone (2002) - Straight Out of Line (2003) - Serenity (2003) - Re-Align (2003) - Running Blind (2004) - Touché (2004) - Speak (2006) - Shine Down (2006) - The Enemy (2006) - Good Times Bad Times (2007) - Whiskey Hangover (2009) - Cryin' Like a Bitch (2010) - Love-Hate-Sex-Pain (2010) - Saints and Sinners (2011) - Rocky Mountain Way (2012) - 1000hp (2014) - Something Different (2014) - What's Next (2015) |

## Награди и номинации

### Награди „Грами“
- Godsmack са номинирани за четири награди „Грами“

| Year | Single                 | Category                                | Result     |
| ---- | ---------------------- | --------------------------------------- | ---------- |
| 2001 | „Vampires“             | Най-добър рок инструментално изпълнение | номинирани |
| 2003 | „I Stand Alone“        | Най-добра рок песен                     | номинирани |
| 2003 | „I Stand Alone“        | Най-добро хардрок изпълнение            | номинирани |
| 2004 | „Straight Out of Line“ | Най-добро хардрок изпълнение            | номинирани |

- Спечелена награда на Billboard

| Year | Category               |
| ---- | ---------------------- |
| 2001 | Рок артист на годината |

## Годсмак в България
- 16 юни 2015 – Бургас, Summer Chaos Festival
- 30 март 2019 - София, Арена Армеец София
- 24 октомври 2022 - София, Арена Армеец София
- 22 март 2025 - София, Арена 8888 София